# باکینگهام‌شر
باکینگهام‌شر (به انگلیسی: Buckinghamshire) (به اختصار باکس) یکی از شهرستان‌های کشور انگلستان است که در ناحیه جنوب شرقی انگلستان قرار دارد.
این شهرستان در سال ۲۰۱۱ میلادی ۷۵۶٬۶۰۰ نفر جمعیت داشته و مرکز آن شهر آیلزبری است،

## بخش‌ها
- ۱ باکس جنوبی
- ۲ چیلترن
- ۳ وایکامب
- ۴ آیلزبری ویل
- ۵ بورو آف میلتون کینس

## افراد مشهور
- گروه لیتل میکس
- استیو ردگریو
- مایکل یورک
- ملانی براون
- ملانی براون
- جان گیلگد
- جیسن کی
- مایک اولدفیلد
- آزی آزبورن
- خانواده روتشیلد
- تری پرچت